# VV Rheden in het seizoen 1958/59
Het seizoen 1958/1959 was het vierde jaar in het bestaan van de Rhedense betaaldvoetbalclub Rheden. De club kwam uit in de Tweede divisie B en eindigde daarin op de 12e plaats. Tevens deed de club mee aan het toernooi om de KNVB beker, hierin werd de club in de derde ronde uitgeschakeld door Elinkwijk (1–2).

## Wedstrijdstatistieken

### Tweede divisie B
|       | Be Quick | Enschedese Boys | Go Ahead | Heerenveen | N.E.C. | Oldenzaal | Oosterparkers | PEC   | Tubantia | Veendam | Velocitas | Zwartemeer | Zwolsche Boys |
| ----- | -------- | --------------- | -------- | ---------- | ------ | --------- | ------------- | ----- | -------- | ------- | --------- | ---------- | ------------- |
| Thuis | 2 – 2    | 3 – 3           | 0 – 3    | 1 – 2      | 1 – 2  | 1 – 1     | 4 – 1         | 2 – 3 | 0 – 0    | 0 – 0   | 3 – 1     | 3 – 1      | 0 – 1         |
| Uit   | 2 – 2    | 1 – 0           | 3 – 2    | 2 – 2      | 1 – 2  | 1 – 1     | 2 – 0         | 1 – 0 | 4 – 2    | 1 – 1   | 1 – 2     | 1 – 2      | 2 – 1         |

### KNVB beker
| 1e ronde                                          | Rheden                                               | 1 – 0 (? – 0)                      | Heerde                                |
| 26 december 1958 Plaats: Rheden Thomassen-terrein | onbekend                                             |                                    |                                       |
| 2e ronde                                          | Rheden                                               | 3 – 2 (2 – 2, 2 – 1) Na verlenging | Wageningen                            |
| 30 april 1959 Plaats: Rheden Thomassen-terrein    | Ben Zweers 30' Piet Wijnolts 35' Henk Zinnemers 117' |                                    | 15' Van Eijk 67' Charley van de Weerd |
| 3e ronde                                          | Rheden                                               | 1 – 2 (1 – 1, 1 – 1) Na verlenging | Elinkwijk                             |
| 10 mei 1959 Plaats: Rheden Thomassen-terrein      | Piet Wijnolts 30'                                    |                                    | Eef Westers 96' Michel Kruin          |

## Statistieken Rheden 1958/1959

### Eindstand Rheden in de Nederlandse Tweede divisie B 1958 / 1959
| Stand | Gespeeld | Gewonnen | Gelijk | Verloren | Punten | Doelpunten voor | Doelpunten tegen |
| ----- | -------- | -------- | ------ | -------- | ------ | --------------- | ---------------- |
| 12e   | 26       | 6        | 9      | 11       | 21     | 37              | 42               |

### Topscorers
| #      | Naam            | Goal |
| ------ | --------------- | ---- |
| 1.     | Ap Bosveld      | 9    |
| 2.     | Fijko Aalders   | 8    |
| 3.     | Ben Zweers      | 6    |
| 4.     | Gerrit Spies    | 4    |
| 5.     | Piet Wijnholts  | 3    |
| 6.     | Piet Amsterdam  | 2    |
| 6.     | Liet            | 2    |
| 8.     | Wim Liet        | 1    |
| 8.     | Piet van Mourik | 1    |
| 8.     | Frits Smeenk    | 1    |
| Totaal | Totaal          | 37   |

| #                         | Naam            | Goal |
| ------------------------- | --------------- | ---- |
| 1.                        | Piet Wijnolts   | 2    |
| 2.                        | Henk Zinnemers  | 1    |
| 2.                        | Ben Zweers      | 1    |
| Onbekende doelpuntenmaker |                 |      |
|                           | Tegen VV Heerde | 1    |
| Totaal                    | Totaal          | 5    |